# 3-я улица Соколиной Горы
3-я у́лица Соколи́ной Горы́ — улица, которая располагается в Восточном административном округе города Москвы, в районе Соколиная Гора между улицей Буракова и улицей Уткина, пересекая Проспект Будённого.

## Происхождение названия
Своё название улица получила в 1929 году в честь бывшей слободы «Соколиная гора», находившейся там в XVII веке, в которой располагался «потешный» соколиный двор царя Алексея Михайловича.
Со временем образовался ряд улиц с названием «Соколиная гора» с 1-й по 10-ю, но спустя некоторое время 1-я, 2-я, 4-я, 6-я и 7-я улицы были упразднены.

## Примечательные здания и сооружения
По нечётной стороне:
- № 7 — войсковая часть обеспечения учебного процесса военной академии РХБЗ

По чётной стороне:
- № 14 — во дворе деревянный зубр

- Дом № 7
- Дом № 17

## Транспорт
Остановка «3-я улица Соколиной Горы, 17», автобусы
| 141: | Улица Молостовых • Перово • Шоссе Энтузиастов • Соколиная Гора • Семёновская |
| 469: | Перово • Шоссе Энтузиастов • Семёновская • Черкизовская                      |
| 702: | Южное Измайлово • Шоссе Энтузиастов • Семёновская                            |

«→» — остановки проходятся только при движении в прямом направлении; «←» — остановки проходятся только при движении в обратном направлении.